# Gilberto Faria
Gilberto de Andrade Faria (Belo Horizonte, 25 de novembro de 1922 - 1º de outubro de 2008) foi um banqueiro, advogado, empresário e político brasileiro. Filho do também banqueiro Clemente Soares Faria e de Jenny de Andrade Faria, irmão de Aloísio de Faria, foi casado com Ana Amélia Gonçalves Faria, com quem teve seis filhos, sendo um deles Gilberto de Andrade Faria Jr, pai de Pedro Faria, atual presidente global da BRF, conglomerado que agrega as empresas Sadia, Perdigão e Qualy. Em segundas núpcias, Gilberto pai foi casado por 30 anos, com Inês Maria Neves de Faria, filha do ex-presidente da República, Tancredo de Almeida Neves e mãe do senador Aécio Neves, ex-governador de Minas Gerais.
Exerceu dois mandatos como deputado federal por Minas Gerais, entre 1963 e 1971. Realizou o curso secundário no Colégio Arnaldo, de Belo Horizonte, e graduou-se em direito pela então Faculdade de Direito da Universidade de Minas Gerais (UMG), atual Universidade Federal de Minas Gerais (UFMG), no ano de 1947. 

## Atuação empresarial
Em 1948, com a morte de seu pai, Gilberto Faria se tornou diretor-presidente do Banco da Lavoura de Minas Gerais, uma das mais tradicionais instituições financeiras do país, mais tarde transformado no Banco Real, após fusão com outras instituições). Entre 1971 e 1998, foi o presidente do Banco Bandeirantes.
Foi ainda presidente da Inconfidência Companhia Nacional de Seguros Gerais, do Conselho de Administração da Minasmáquinas S.A., da Rede Alvorada de Comunicação e da Bamaq S.A. – Bandeirantes Máquinas e Equipamentos. Presidiu ainda a Companhia Mineira de Investimentos, o Consórcio Brasileiro de Administração e Engenharia e a Associação de Bancos de Minas Gerais.